# Mikhail Kuzyayev
Mikhail Igorevich Kuzyayev (tiếng Nga: Михаил Игоревич Кузяев; sinh ngày 22 tháng 1 năm 1988) là một cầu thủ bóng đá người Nga. Anh thi đấu cho FC Kolomna.

## Sự nghiệp câu lạc bộ
Anh thi đấu cho đội một của F.K. Saturn Moskva Oblast ở lượt về Cúp Intertoto 2008 trước FC Etzella Ettelbruck.